# Ponte Florio
Ponte Florio è un'antichissima località, frazione di Verona. È situata ad est di quest'ultima e fa parte dell'8ª Circoscrizione. È situata a 5 chilometri a est di Verona. Questa frazione si trova nelle vicinanze di Montorio Veronese, Mizzole, Borgo Venezia e San Michele Extra.
È una zona poco conosciuta, anche a causa della più grande adiacente frazione di Montorio Veronese, nonostante abbia le vie principali di accesso al Castello di Montorio e al Forte Preara.
Di seguito i più importanti edifici di Ponte Florio:
Chiesa dedicata a S. Angela Mericci, Villa Paronzini, il Castello di Montorio e il Forte Preara.
A Ponte Florio si trovano inoltre la storica caserma militare "G. Duca" e il carcere penitenziario di Verona.